# RAB8A
RAB8A (англ. RAB8A, member RAS oncogene family) – білок, який кодується однойменним геном, розташованим у людей на короткому плечі 19-ї хромосоми.  Довжина поліпептидного ланцюга білка становить 207 амінокислот, а молекулярна маса — 23 668.
| 10         |  | 20         |  | 30         |  | 40         |  | 50         |
| ---------- |  | ---------- |  | ---------- |  | ---------- |  | ---------- |
| MAKTYDYLFK |  | LLLIGDSGVG |  | KTCVLFRFSE |  | DAFNSTFIST |  | IGIDFKIRTI |
| ELDGKRIKLQ |  | IWDTAGQERF |  | RTITTAYYRG |  | AMGIMLVYDI |  | TNEKSFDNIR |
| NWIRNIEEHA |  | SADVEKMILG |  | NKCDVNDKRQ |  | VSKERGEKLA |  | LDYGIKFMET |
| SAKANINVEN |  | AFFTLARDIK |  | AKMDKKLEGN |  | SPQGSNQGVK |  | ITPDQQKRSS |
| FFRCVLL    |  |            |  |            |  |            |  |            |

A: Аланін

C: Цистеїн

D: Аспарагінова кислота

E: Глутамінова кислота

F: Фенілаланін

G: Гліцин

H: Гістидин

I: Ізолейцин

K: Лізин

L: Лейцин

M: Метіонін

N: Аспарагін

P: Пролін

Q: Глутамін

R: Аргінін

S: Серин

T: Треонін

V: Валін

W: Триптофан

Задіяний у таких біологічних процесах як транспорт, транспорт білків, біогенез та деградація війок. 
Білок має сайт для зв'язування з нуклеотидами, ГТФ. 
Локалізований у клітинній мембрані, цитоплазмі, цитоскелеті, мембрані, клітинних відростках, війках, цитоплазматичних везикулах, апараті Гольджі, ендосомах.